# Маликов, Игорь Михайлович
Игорь Михайлович Маликов (1910 — 1976) — советский учёный в области прикладной механики и теории надежности, профессор, заведующий кафедрой приборов управления стрельбой (ПУС) ЛЭТИ им. Ульянова-Ленина (1939-1946), заведующий кафедрой прикладной механики и инженерной графики ЛЭТИ (1967—1976).
После двух лет учёбы на факультете измерительных приборов техникума точной механики и оптики (1928—1930) зачислен на 3 курс ЛИТМО, окончил институт в 1932 году (второй выпуск инженеров).
Преподавал в ЛЭТИ, профессор. В 1939—1946 гг. заведующий кафедрой приборов управления стрельбой, во время войны занимался их изготовлением по оборонному заказу.
Основал в ЦНИИ «Электроприбор» первую в СССР лабораторию надежности.
В 1967—1976 гг. заведующий кафедрой прикладной механики и инженерной графики ЛЭТИ.
Награждён орденами Красной Звезды, Трудового Красного Знамени и медалями «За оборону Ленинграда», «За доблестный труд в Великой Отечественной войне 1941-1945 гг.».

## Работы
- Маликов И. М. Надежность элементов электронной аппаратуры: учебное пособие по курсу «Надежность электронной аппаратуры и систем автоматического управления». Ленинград. электротехн. ин-т им. В. И. Ульянова (Ленина) — Л.: Изд-во ЛЭТИ им. В. И. Ульянова (Ленина) , 1967. — 155 с. ил., табл.
- Справочник инженера-испытателя судовой электрорадиоаппаратуры / И. М. Маликов, М. Г. Зайденберг. — Л.: Судостроение , 1976. — 349 с. с. ил.
- А. М. Половко, И. М. Маликов, А. Н. Жигарев, В. И. Зарудный. «Сборник задач по теории надежности» содержит задачи по всем основным разделам теории надежности.// Под ред. А. М. Половко и И. М. Маликова. — М. :Советское радио, 1972. — 408 с.
- Количественные характеристики надежности [Текст] / И. М. Маликов, А. М. Половко. - Ленинград : [б. и.], 1968. - 39 с. : граф.; 21 см. - (Улучшение качества, повышение надежности, долговечности машин, приборов, электронной и радиоэлектронной аппаратуры/ Ленингр. организация о-ва "Знание" РСФСР. Ленингр. дом науч.-техн. пропаганды).
- Организация работ по расчетам надежности [Текст] / И. М. Маликов, М. Г. Зайденберг, П. М. Пантелеев. - Ленинград : [б. и.], 1966. - 44 с., 1 л. номогр. : черт.; 22 см. - (Научно-технический опыт. Серия "Улучшение качества, повышение надежности и долговечности машин, приборов и других промышленных изделий"/ Ленингр. организация о-ва "Знание" РСФСР. Ленингр. дом науч.-техн. пропаганды).
- Автоматизация расчета надежности машин и приборов автоматики [Текст] / И. М. Маликов, М. Г. Зайденберг, Н. В. Лихова. - Ленинград : [б. и.], 1970. - 27 с. : схем.; 22 см. - (Средства и методы улучшения качества, повышения надежности выпускаемых машин и приборов/ Ленингр. организация о-ва "Знание" РСФСР. Ленингр. дом науч.-техн. пропаганды).
- Основные понятия надежности и вопросы термиологии [Текст] : Учебное пособие по курсу "Основные вопросы надежности радиоэлектронной аппаратуры" / М-во высш. и сред. спец. образования РСФСР. Ленингр. ин-т точной механики и оптики И. М. Маликов. - Ленинград : [б. и.], 1962. - 121 с.; 20 см.
- Инженерные методы расчета надежности радиоэлектронной аппаратуры [Текст] : Учебное пособие по курсу: "Основные вопросы надежности радиоэлектронной аппаратуры" / И. М. Маликов ; М-во высш. и сред. спец. образования РСФСР. Ленингр. ин-т точной механики и оптики. - Ленинград : [б. и.], 1962. - 117 с. : ил.; 21 см.
- Проблема надежности радиоэлектронной аппаратуры [Текст] : Учеб. пособие по курсу "Основные вопросы надежности радиоэлектронной аппаратуры" / М-во высш. и сред. спец. образования РСФСР. Ленингр. ин-т точной механики и оптики. - Ленинград : [б. и.], 1962. - 41 с. : черт.; 20 см.
- Проблема надежности и количественные характеристики надежности [Текст] : Учеб. пособие по курсу "Надежность электронной аппаратуры и систем автомат. управления" / М-во высш. и сред. спец. образования РСФСР. Ленингр. электротехн. ин-т им. В. И. Ульянова (Ленина). - Ленинград : [б. и.], 1966. - 94 с. : граф.; 20 см.
- Надежность элементов электронной аппаратуры [Текст] : Учеб. пособие по курсу "Надежность электронной аппаратуры и систем автомат. управления" / М-во высш. и сред. спец. образования РСФСР. Ленингр. ордена Ленина электротехн. ин-т им. В. И. Ульянова (Ленина). - Ленинград : [б. и.], 1967. - 155 с. : граф.; 20 см.
- Показатели надежности современных элементов и частей сложных систем [Текст] : Учеб. пособие для студентов и аспирантов / Н. А. Романов, И. М. Маликов ; М-во высш. и сред. спец. образования РСФСР. Ленингр. электротехн. ин-т им. В. И. Ульянова (Ленина). - Ленинград : [б. и.], 1964. - 99 с. : черт.; 22 см.
- Основы теории и расчета надежности [Текст] / И. М. Маликов, А. М. Половко, Н. А. Романов, П. А. Чукреев. - 2-е изд., доп. - Ленинград : Судпромгиз, 1960. - 141 с., 1 л. номогр. : черт.; 23 см.
- Основы теории и расчета надежности [Текст] / И. М. Маликов, А. М. Половко, Н. А. Романов, П. А. Чукреев. - Ленинград : Судпромгиз, 1959. - 95 с. : ил.; 22 см. - (Научно-производственный опыт).
- Основы теории и расчета надежности [Текст] / И. М. Маликов, А. М. Половко, Н. А. Романов, П. А. Чукреев. - 2-е изд., доп. - Ленинград : Судпромгиз, 1960. - 141 с., 1 л. номогр. : черт.; 23 см.